# Шевченко (Приазовский район)
Шевче́нко (укр. Шевченка) — село,
Шевченковский сельский совет,
Приазовский район,
Запорожская область,
Украина. В 2022 году, во время вторжения России на Украину, село было захвачено. На данный момент находится под оккупацией ВС РФ.
Код КОАТУУ — 2324587301. Население по переписи 2001 года составляло 336 человек.
Является административным центром Шевченковского сельского совета, в который, кроме того, входят село
Петровка и ликвидированное село
Новотроицкое.

## Географическое положение
Село Шевченко находится в 1,5 км от левого берега реки Домузла,
на расстоянии в 1 км от села Петровка и в 5-и км от села Гамовка.
По селу протекает пересыхающий ручей с запрудами.

## История
- 1856 год — дата основания как село Новотроицкое[2].
- В 1966 году переименовано в село Шевченко.

## Экономика
- Обработкой земли занимаются несколько фермерских хозяйств.

## Объекты социальной сферы
- Школа.
- Дом культуры.
- Фельдшерско-акушерский пункт.